# 文兴桥
文兴桥，位于浙江省温州市泰顺县筱村镇坑边村，为编梁木拱廊桥，泰顺廊桥之一。2006年作为泰顺廊桥的单体之一，列入全国重点文物保护单位。

## 历史
文兴桥始建于清咸丰七年（1857年），民国十九年（1930年）重修，1990年村民集资再次重修。全长46.2米，宽5米，单孔净跨29.6米，距水面高11.5米。2016年，台风莫兰蒂将包括文兴桥在内的3座泰顺廊桥冲毁，2017年使用传统技艺重建并被国际古迹遗址理事会等机构列入全球文化遗产恢复和重建案例。

## 特点
廊桥的桥体大多是左右两边对称结构，即中部水平，但文兴桥的中部却是倾斜的。因此被称作廊桥中的“比萨斜塔”，成为泰顺最奇特的廊桥之一。